# Niels Brock (handelsmand)
 Der er flere personer med dette navn, se Niels Brock (flertydig).
Niels Brock (født 19. marts 1731 i Randers, død 4. oktober 1802) var en dansk handelsmand.
Efter et 2-årigt ophold på en handelsskole i Lübeck blev Niels Brock, der var købmandssøn, ansat på sin onkels kontor i København. Han rejste imidlertid tilbage til Randers efter kort tid i forbindelse med faderens død i 1754, hvorefter han afviklede dennes forretning. Han vendte tilbage til hovedstaden i 1756 og skabte en stor forretning her med handel med hør og kolonialvarer, bl.a. i Norge, Polen, Rusland samt Estland, Letland og Litauen. Han drev desuden vekseler- og forsikringsvirksomhed. Af kongen blev han udnævnt til en af stadens 32 mænd.
Han blev i 1762 gift med Lene Brock, f. Bredahl, datter af borgmester i Randers, Nicolai Krag Bredahl. Lene Brock døde i 1786. Efter Niels Brocks død i 1802 efterlod han sig en formue på 865.000 kurantdaler, der blev anvendt til legater i København og Randers. Grosserersocietetet fik desuden et legat til at etablere en handelsskole, hvilket Foreningen til Unge Handelsmænds Uddannelse realiserede i 1881 med Købmandsskolen i København. C.F. Tietgen, der sad i bestyrelsen for fonden, der administrerede Brocks arv, grundlagde i 1888 en videregående handelsuddannelsesinstitution under navnet De Brockske Handelsskoler. I 1908 blev disse lagt ind under Købmandsskolen, der i 1991 skiftede navn til Niels Brock Copenhagen Business College, dog ofte blot Niels Brock.
En gade i Randers er opkaldt efter Niels Brock. Også Niels Brocks Gade i København, umiddelbart syd for Glyptoteket er opkaldt efter ham.